# Đớp ruồi đầu xanh
Ficedula sapphira là một loài chim trong họ Muscicapidae.

## Hình ảnh

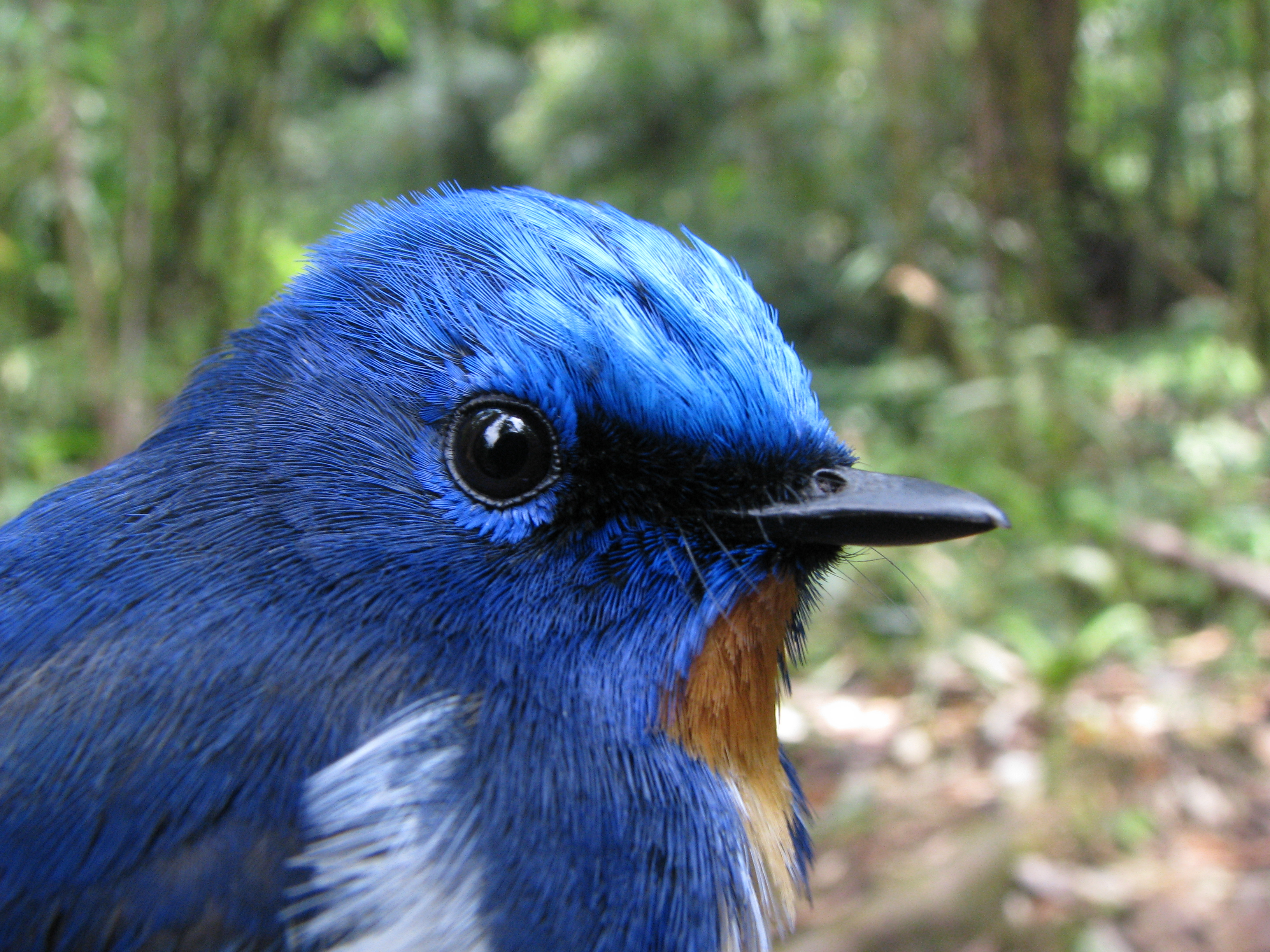
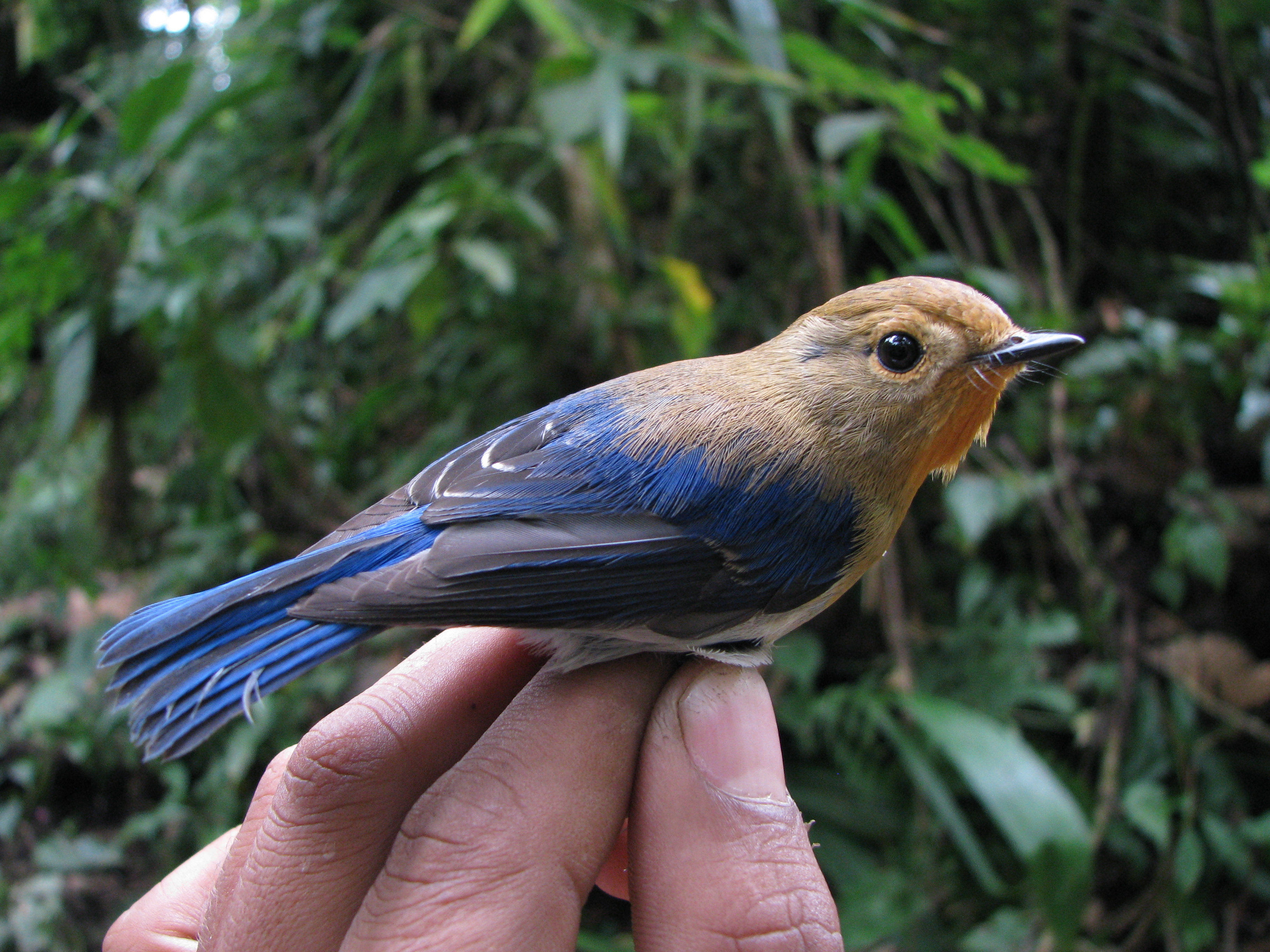
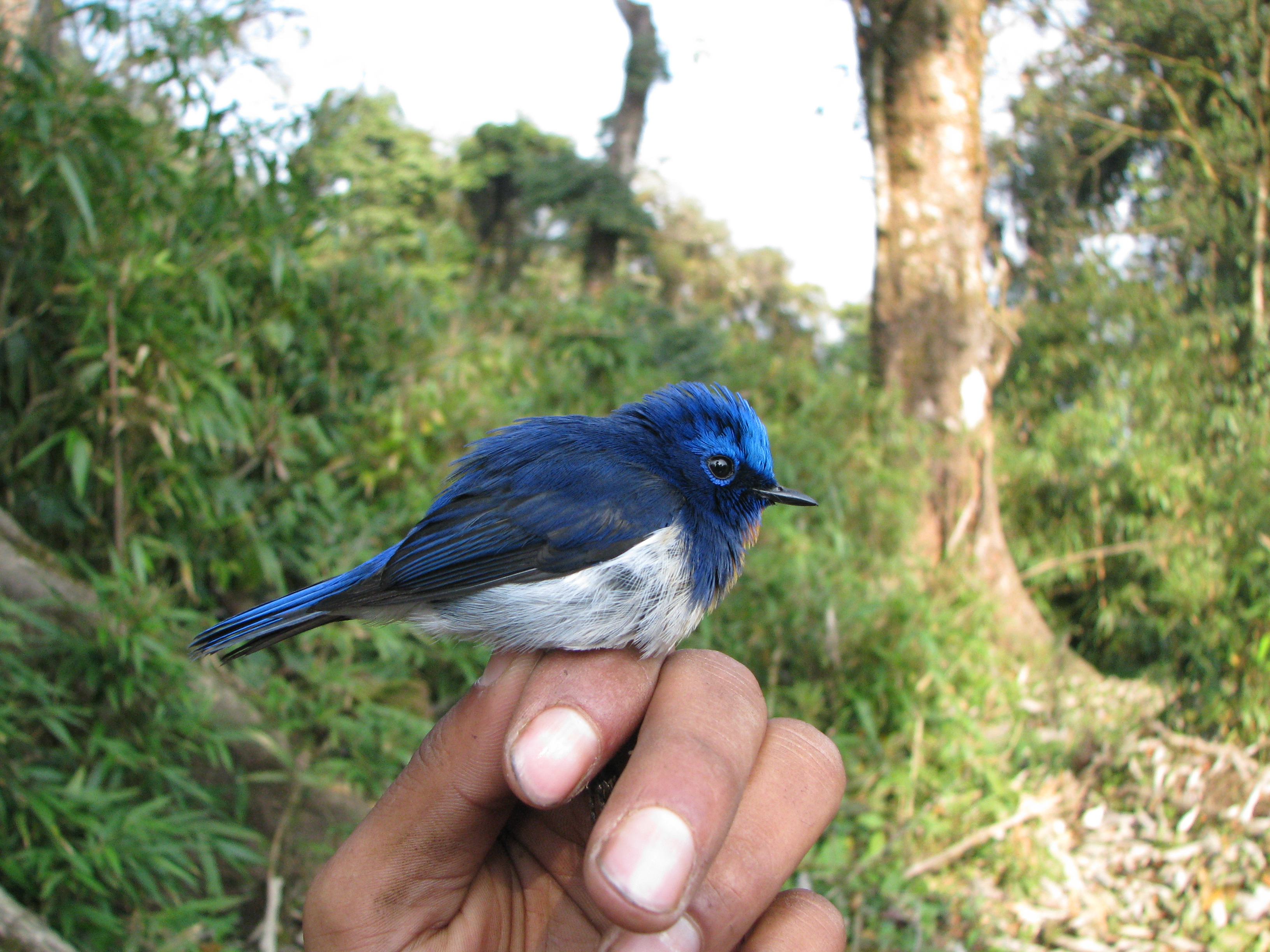